# Echinocereus fendleri
Echinocereus fendleri  es una especie de cactus. Es endémica de Sonora y Chihuahua en México y Arizona, Texas, Colorado y Nuevo México en Estados Unidos. Es una especie común en lugares localizados.

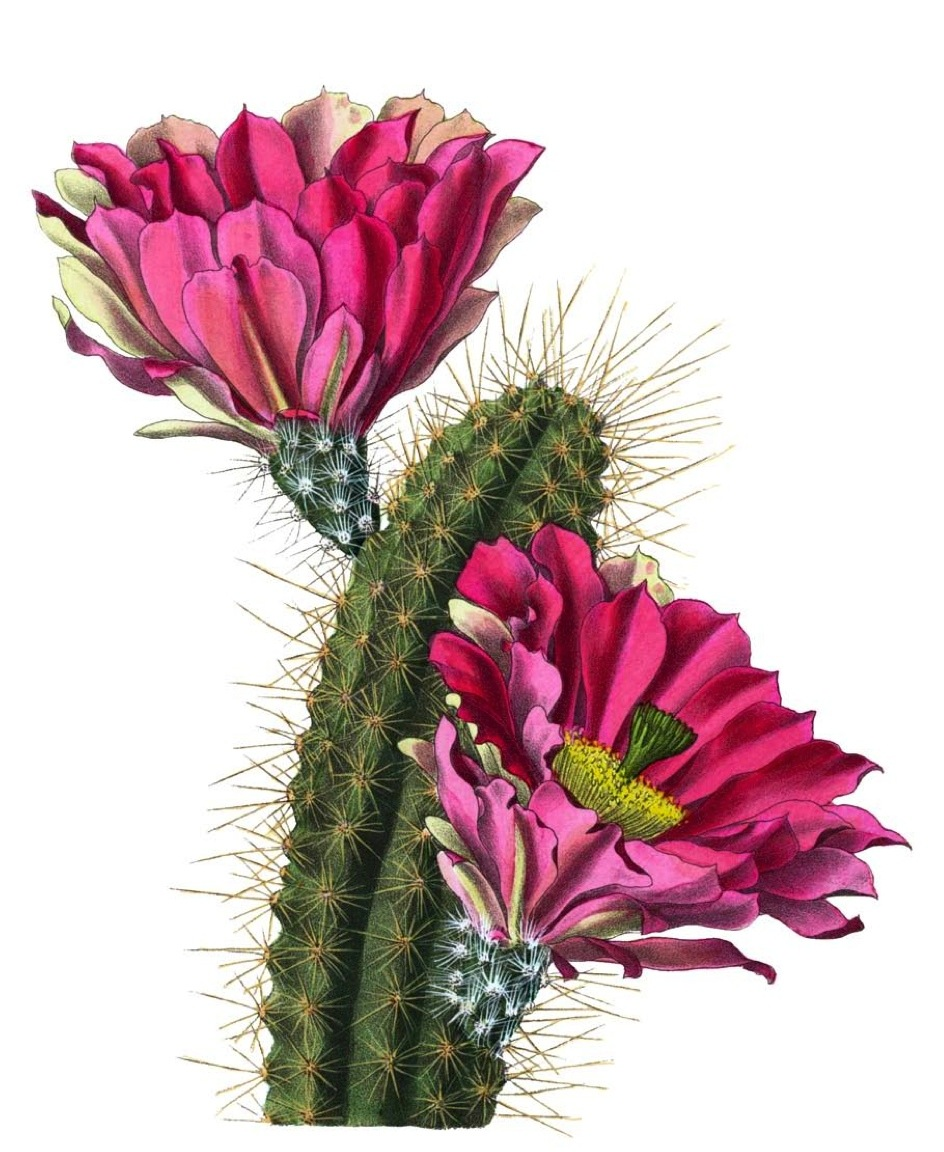
Ilustración

## Descripción
Echinocereus fendleri crece de forma individual, por regla general, pero a veces forma grupos sueltos de hasta diez unidades. Los tallos son de color verde, ovados a corto cilíndricos, apenas disimulada por los brotes con espinas de 7,5 a 25 cm de largo y de 3,8-6,2 centímetros de diámetro. Tiene ocho a diez costillas que no son tubérculos. La única  espina central es oscura, que también puede faltar, siendo recta o ligeramente doblada y más brillante con la edad. Tiene una longitud de entre 3,8 y 1,2 centímetros. Las 8-15 espinas radiales son brillantes extendidas, rectas con 0,9 a 1,2 cm de largo. Las flores en forma de embudo  son de color magenta. Aparecen en la mitad superior de los brotes y miden 5-6,2 centímetros de largo con precisamente el mismo diámetro. El fruto es esférico, carnoso, en primera verde que tornan a color rojo después.

## Taxonomía
Echinocereus fendleri fue descrita por (Engelm.)  Sencke ex J.N.Haage y publicado en The Cacti of Arizona 21. 1969.
Etimología
Echinocereus: nombre genérico que deriva del griego antiguo: ἐχῖνος (equinos), que significa "erizo", y del latín cereus que significa "vela, cirio" que se refiere a sus tallos columnares erizados.
fendleri: epíteto otorgado en honor del botánico August Fendler.
Sinonimia
- Cereus fendleri
- Echinocereus hempelii
- Echinocereus rectispinus
- Echinocereus kuenzleri

Variedades aceptadas
- Echinocereus fendleri var. kuenzleri (Castetter, Pierce & Schwerin) L. Benson
- Echinocereus fendleri var. ledingii (Peebles) N.P. Taylor
- Echinocereus fendleri var. rectispinus (Peebles) L. Benson